# هری هدوک
هری هدوک (انگلیسی: Harry Haddock; ۲۶ ژوئیهٔ ۱۹۲۵ – ۱۸ دسامبر ۱۹۹۸) بازیکن فوتبال اهل اسکاتلند بود.
از باشگاه‌هایی که در آن بازی کرده‌است می‌توان به باشگاه فوتبال اکستر سیتی  اشاره کرد.
وی همچنین در تیم ملی فوتبال اسکاتلند بازی کرده‌است.